# 5e étape du Tour d'Italie 2008

La cinquième étape du Tour d'Italie 2008 s'est déroulée le 14 mai entre Belvedere Marittimo et Contursi Terme.

## Profil
Cette étape longue de 203 kilomètres part du littoral calabrais à Belvedere Marittimo. Elle longe la côte sur une quarantaine de kilomètres puis s'en éloigne pour franchir la seule côte référencée, dite de Fortino, culminant à 783 mètres au 88e kilomètres. Le franchissement du sommet de cette difficulté marque le passage de la région de Calabre à la Campanie. Le parcours demeure accidenté, bien qu'aucun autre Grand prix de la montagne n'y figure, notamment après le sprint intermédiaire situé à Polla. Une première côte culmine à 590 mètres à Buccino, à 30 kilomètres de l'arrivée. Le final à Contursi Terme présente un dénivelé de plus de 200 mètres dans les trois derniers kilomètres.

## Récit
Après plusieurs attaques vaines, un trio composé de Luis Felipe Laverde (CSF Group Navigare), Johannes Fröhlinger (Gerolsteiner) et Theo Eltink (Rabobank) parvient à creuser l'écart avec le peloton au kilomètre 17. Trois kilomètres plus loin, Eltink est distancé tandis que David Millar (Slipstream Chipotle), Pavel Brutt (Tinkoff Credit Systems) et Francisco Pérez Sánchez (Caisse d'Épargne) rejoignent la tête de la course.
L'avance de ce groupe croît rapidement : après la côte de Fortino franchie en tête par Laverde, elle atteint huit minutes. Un tel écart à l'arrivée permettrait à Perez de prendre le maillot rose.
Le sprint intermédiaire est remporté par David Millar. Sous l'impulsion des coureurs de Liquigas, l'écart se réduit. Au bas de la côte finale, les cinq échappés ont une minute et 42 secondes d'avance. Fröhlinger tente sa chance le premier, et est rapidement repris.
Au dernier kilomètre, Pavel Brutt attaque. Millar, qui tente de se lancer à sa poursuite, rompt alors sa chaîne. Il évite la chute mais perd tout espoir de lutter pour la victoire. Par dépit, il lance son vélo au-delà les barrières longeant la chaussée. Brutt parvient à distancer rapidement ses poursuivants et résiste au retour de Fröhlinger dans les derniers hectomètres. Felipe Laverde et Francisco Perez en finissent avec respectivement 10 et 25 secondes de retard. Le peloton arrive six secondes plus tard, Paolo Bettini en tête.
Déjà remarqué pour son tempérament offensif lors de l'édition 2007, Pavel Brutt apporte à l'équipe Tinkoff son premier succès sur un grand tour.
Arrivé 119e, Millar se voit néanmoins attribuer le même temps que Perez.
Le sommet du classement général n'est pas modifié. Les porteurs de maillots distinctifs restent les mêmes.

## Classement de l'étape
| \| 1. \| Pavel Brutt \| Tinkoff \| en \| 5 h 04 min 52 s \| \| 2. \| Johannes Fröhlinger \| Gerolsteiner \| + \| 4 s \| \| 3. \| Luis Felipe Laverde \| CSF Group Navigare \| \| 10 s \| \| 4. \| Francisco Pérez Sánchez \| Caisse d'Épargne \| \| 25 s \| \| 5. \| Paolo Bettini \| Quick Step \| \| 31 s \| \| 6. \| Daniele Pietropolli \| LPR Brakes \| \| m.t. \| \| 7. \| Riccardo Riccò \| Saunier Duval-Scott \| \| m.t. \| \| 8. \| Franco Pellizotti \| Liquigas \| \| m.t. \| \| 9. \| Jussi Veikkanen \| La Française des jeux \| \| m.t. \| \| 10. \| Alberto Contador \| Astana \| \| m.t. \| |                         |                       |    |                 |
| 1. | Pavel Brutt             | Tinkoff               | en | 5 h 04 min 52 s |
| 2. | Johannes Fröhlinger     | Gerolsteiner          | +  | 4 s             |
| 3. | Luis Felipe Laverde     | CSF Group Navigare    |    | 10 s            |
| 4. | Francisco Pérez Sánchez | Caisse d'Épargne      |    | 25 s            |
| 5. | Paolo Bettini           | Quick Step            |    | 31 s            |
| 6. | Daniele Pietropolli     | LPR Brakes            |    | m.t.            |
| 7. | Riccardo Riccò          | Saunier Duval-Scott   |    | m.t.            |
| 8. | Franco Pellizotti       | Liquigas              |    | m.t.            |
| 9. | Jussi Veikkanen         | La Française des jeux |    | m.t.            |
| 10. | Alberto Contador        | Astana                |    | m.t.            |

## Classement général
| \| 1. \| Franco Pellizotti \| Liquigas \| en \| 21 h 46 min 49 s \| \| 2. \| Christian Vande Velde \| Slipstream Chipotle \| + \| 1 s \| \| 3. \| Danilo Di Luca \| LPR Brakes \| \| 7 s \| \| 4. \| Morris Possoni \| Team High Road \| \| 8 s \| \| 5. \| Vincenzo Nibali \| Liquigas \| \| m.t. \| \| 6. \| Nicki Sørensen \| Team CSC \| \| 17 s \| \| 7. \| Kanstantsin Siutsou \| Team High Road \| \| 18 s \| \| 8. \| Paolo Savoldelli \| LPR Brakes \| \| 19 s \| \| 9. \| Andrea Noè \| Liquigas \| \| 22 s \| \| 10. \| Enrico Gasparotto \| Barloworld \| \| 25 s \| |                       |                     |    |                  |
| 1. | Franco Pellizotti     | Liquigas            | en | 21 h 46 min 49 s |
| 2. | Christian Vande Velde | Slipstream Chipotle | +  | 1 s              |
| 3. | Danilo Di Luca        | LPR Brakes          |    | 7 s              |
| 4. | Morris Possoni        | Team High Road      |    | 8 s              |
| 5. | Vincenzo Nibali       | Liquigas            |    | m.t.             |
| 6. | Nicki Sørensen        | Team CSC            |    | 17 s             |
| 7. | Kanstantsin Siutsou   | Team High Road      |    | 18 s             |
| 8. | Paolo Savoldelli      | LPR Brakes          |    | 19 s             |
| 9. | Andrea Noè            | Liquigas            |    | 22 s             |
| 10. | Enrico Gasparotto     | Barloworld          |    | 25 s             |

## Classements annexes
| Classement             | Coureur         | Total            |
| ---------------------- | --------------- | ---------------- |
| Points                 | Daniele Bennati | 46 pts           |
| Montagne               | Emanuele Sella  | 9 pts            |
| Sprints Intermédiaires | Jérémy Roy      | 11 pts           |
| Équipe                 | Liquigas        | 64 h 27 min 33 s |
| Équipe par points      | Gerolsteiner    | 97 pts           |
| Jeune                  | Morris Possoni  | 21 h 46 min 57 s |
| Échappée               | Pavel Brutt     | 319 km           |
| Combativité            | Daniele Bennati | 13 pts           |